# 30312 Lilyliu
30312 Lilyliu è un asteroide della fascia principale. Scoperto nel 2000, presenta un'orbita caratterizzata da un semiasse maggiore pari a 2,4327315 UA e da un'eccentricità di 0,0810654, inclinata di 5,02896° rispetto all'eclittica.